# Frigorífico Reyes
Frigorífico Reyes S.A. o simplemente abreviado Fri Reyes, fue una aerolínea boliviana fundada en 1960 por el empresario Oscar Bowles, especializándose en el transporte aéreo de carne fresca desde las regiones ganaderas del Departamento del Beni hacia ciudades del altiplano, como La Paz. La aerolínea cesó sus operaciones en 1994 debido a problemas financieros.

## Historia
Frigorífico Reyes fue fundada en la década de 1960 por el empresario Oscar Bowles en la localidad de Reyes, en el Departamento del Beni. Su principal actividad consistía en el transporte aéreo de carne y otros productos perecederos desde las regiones ganaderas del Beni hacia las principales ciudades del país, especialmente La Paz.
Con el tiempo, la mejora de la infraestructura vial, la introducción de camiones frigoríficos y la competencia de aeronaves más modernas, como los Hércules de la Fuerza Aérea Boliviana, llevaron a una disminución en la demanda de transporte aéreo de carne. Esto, sumado a los altos costos operativos y de mantenimiento de las aeronaves, y la reciente muerte del fundador Oscar Bowles, llevó al cese de operaciones de Frigorífico Reyes en 1994.

## Antigua flota

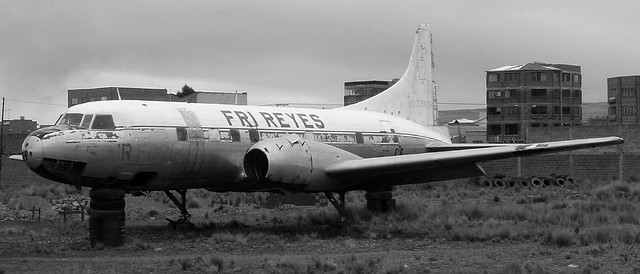
Un Convair 240 de Frigorífico Reyes aparcado en El Alto, La Paz (2006)

Para sus operaciones, Frigorífico Reyes utilizó aviones de carga, algunos de estos son:
- Convair 240
- Convair 340
- Curtiss C-46
- Martin 4-0-4
- Douglas DC-4
- Douglas DC-6
- North American B-24
- Boeing B-17

Estos aviones eran adaptados para el transporte de carne, permitiendo trasladar grandes cantidades de producto en vuelos que sorteaban las complejas condiciones climáticas y geográficas de Bolivia. 

## Accidentes e incidentes
- El 26 de enero de 1977, un Douglas DC-4 (CP-1208) de Frigorífico Reyes sufrió una falla de motor durante el despegue lo que provocó que la aeronave se desviara hacia el lado izquierdo de la pista y chocara contra un DC-3 estacionado. [3]
- En febrero de 1977, un Curtiss C-46 (CP-1008) fue dañado por razones desconocidas sin posibilidades de reparación. [4]
- El 8 de junio de 1983, un Douglas DC-4 (CP-1404) se desvió hacia Trinidad debido al mal tiempo en La Paz. El DC-4 se estrelló y se incendió al aterrizar, murieron sus 5 ocupantes a bordo. [5]
- El 24 de marzo de 1984, un Douglas DC-4 (CP-1206) sufrió una falla en ambos motores después de despegar de Rurrenabaque, Beni. La punta del ala derecha chocó contra unos árboles, lo que provocó que el avión perdiera el control y se estrellara contra un bosque. Murieron todos sus 5 ocupantes. [6]
- El 8 de mayo de 1987, el tren de aterrizaje de un Douglas DC-6BF (CP-1650) se deslomó al aterrizar. El DC-6 volcó y se partió en tres, incendiándose. Todos sus 5 ocupantes salieron con vida. [7]
- El 9 de septiembre de 1988, un Douglas C-54A-5-DC (CP-1653) tuvo problemas en el motor lo que obligó a la tripulación a realizar un aterrizaje de panza. El avión se incendió, pero los 3 ocupantes a bordo sobrevivieron. [8]